# غابور نيميث
غابور نيميث (بالمجرية: Németh Gábor)‏ هو لاعب كرة قدم مجري في مركز حراسة المرمى، ولد في 21 مايو 1975 في زومباثلي في المجر. لعب مع نادي بودابست هونفيد ونادي فاساس ونادي فيرينتسفاروشي ونادي كيكسكيميت ونادي مول فيهيرفار.